# Конор Мак-Грегор
Ко́нор Е́нтоні Мак-Гре́гор (англ. Conor Anthony McGregor, ірл. Conchúr Antóin Mac Gréagóir, нар. 14 липня 1988, Дублін) — ірландський боєць змішаних єдиноборств, колишній чемпіон у напівлегкій та легкій вазі Абсолютного бійцівського чемпіонату, чемпіон британської організації «Cage Warriors». Станом на 5 вересня 2022 року він займає 12 місце в рейтингу UFC у легкій вазі.
У своєму дебютному професійному боксерському матчі він зазнав поразки від Флойда Мейвезера-молодшого. Він є найбільшим розіграшем з оплатою за перегляд (PPV) в історії ММА, очолив п'ять із шести найбільш продаваних UFC з оплатою за перегляд події.

## Громадська позиція
У 2018 році на матчі-фіналі Чемпіонаті світу з футболу зустрівся з Путіним, назвав його «лідером» і побажав Росії йти вперед та опублікував з російським президентом спільне фото в Instagram.
У 2019 році відвідав Україну.
Коли почалось повномасштабне вторгнення в Україну, Володимир Зеленський, який раніше був фанатом Конора, змінив свою думку про нього і розкритикував ірландця після того як останній позував з Путіним. На це відреагував батько Коннора, який заявив: «тримай ім'я мого сина якнайдалі від свого їб**ого рота» (ориг. keep my son's name out yo [sic] f***ing mouth).
На тлі протестів у Дубліні, які розпочалися наприкінці листопада 2023 року після нападу вихідця з Алжиру на дітей з ножем, Мак-Грегор виступив з різкою критикою уряду Ірландії та закликав, замість недієздатних, на його думку, урядових структур, створити нове відомство — «Захист Ірландії»: «Я не пов'язую злочинність із мігрантами. Я пов'язую злочинність із невдачею уряду в гарантуванні безпеки ірландців». Раніше спортсмен, коментуючи можливість голосування негромадян на виборах до місцевої влади, написав: «Ірландіє, ми на війні!». Висловлювання Мак-Грегора уряд оцінив як антимігрантські заклики і почав розслідування щодо розпалювання ненависті.
У 17 березня 2025 зустрівся у Білому Домі з Дональдом Трампом і розкритикував міграційну політику своєї країни. Прем'єр-міністр Міхал Мартін засудив його вчинок. 21 березня повідомив що хоче балотуватись у президенти Ірландії.

## Життєпис
Народився 14 липня 1988 у Дубліні (Ірландія) в родині, що походить з клану Мак-Грегор. Має двох сестер, Ерін (Erin) та Іфе (Aoife).
Займатися бойовими єдиноборствами активно почав ще зі шкільної лави, а на перший свій офіційний бій вийшов у лютому 2007 року в поєдинку з Сіараном Кембелл, у якому став абсолютним переможцем, адже йому вдалося вже в першому раунді блискуче відправити суперника в технічний нокаут.
Це був перший турнір бійця — «ROT: Ring of Truth 6», який і став відправною точкою в успішне майбутнє спортивних досягнень.
За деякими даними, завершив кар'єру в жовтні 2018 року, коли поступився Хабібу Нурмагомедову. На той момент на рахунку Конора Мак-Грегора була 21 перемога і 4 поразки.
У лютому 2019 року зірковий ірландський боєць змішаних єдиноборств став бренд-амбасадором букмекерського холдингу Parimatch, обличчям реклами, та був запрошений до Києва.
23 жовтня 2019 року Конор Мак-Грегор уперше відвідав Україну, де провів у Києві пресконференцію. Відповідаючи на питання, ірландець заперечив чутки про завершення спортивної кар'єри в ММА.
24 жовтня 2019 року Мак-Грегор відвідав Росію. На пресконференції в Москві він заявив, що повернеться в Октагон 18 січня 2020 року. За словами спортсмена, поєдинок відбудеться на арені T-Mobile в Лас-Вегасі (США). Ірландський боєць не назвав ім'я майбутнього суперника, відповівши: «Запитайте в UFC, адже мені *** [байдуже], з ким битися». Крім того, Мак-Грегор пообіцяв провести поєдинок в Москві, де він сподівається зустрітися з переможцем поки непідтвердженого поєдинку між Хабібом Нурмагомедовим і Тоні Фергюсоном.
Згодом стало відомо, що бій відбудеться 19 січня 2020 року: на T-Mobile Arena у Лас-Вегасі в рамках турніру UFC 246 ексчемпіон у напівлегкій і легкій вазі Конор Мак-Грегор (21-4) битиметься з ветераном Дональдом Серроне (36-13). За бій Конор Мак-Грегор отримає $3 млн (без урахування бонусів), Дональд Серроне — $200 тис. (плюс $200 тис. премії за перемогу). Повні гонорари з урахуванням бонусів за трансляцію тощо офіційно не називаються. За даними ЗМІ, вона складе близько $5 млн у Мак-Грегора (найвищий у його кар'єрі гонорар) і $2 млн — в Серроне.

### Особисте життя
Мак-Грегор перебуває у стосунках зі своєю нареченою Ді Девлін (Dee Devlin) з 2008 року, у пари четверо дітей. Мак-Грегор — католик. Він є футбольним уболівальником та фанатом клубів «Селтік» і «Манчестер Юнайтед», а також підтримував команду свого друга Серхіо Рамоса, «Парі Сен-Жермен».

## Звинувачення у зґвалтуванні
Улітку 2023 року ЗМІ повідомляють, що він зґвалтував дівчину у туалеті, запропонував їй оральний секс. Дівчина змогла втекти, вдаривши його ліктем.
У листопаді 2024 стало відомо, що він у 2018 році в готелі Дубліна зґвалтував та побив жінку на ім'я Нікіта. Сам Мак Грегор заперечує, що секс був з її згоди. Суд визнав його винним та він повинен виплати 250 тис. Євро постраждалій.

## Кар'єра у змішаних єдиноборствах

### Рання кар'єра в ММА
Конор дебютував у ММА 9 березня 2008 року, перемігши Гарі Морріса технічним нокаутом у третьому раунді.

### Кар'єра в UFC
Дебют в UFC Мак-Грегор також завершив технічним нокаутом проти Маркуса Брімейджа.
11 липня 2015 повинен був відбутися бій Конора з Жозе Алду за титул чемпіона UFC в напівлегкій вазі, але бій не відбувся через пошкоджене ребро бразильця. На місце травмованого Алду прийшов Чад Мендес, з яким Конор провів бій за титул тимчасового чемпіона. Бій завершився перемогою Конора технічним нокаутом наприкінці 2 раунду.

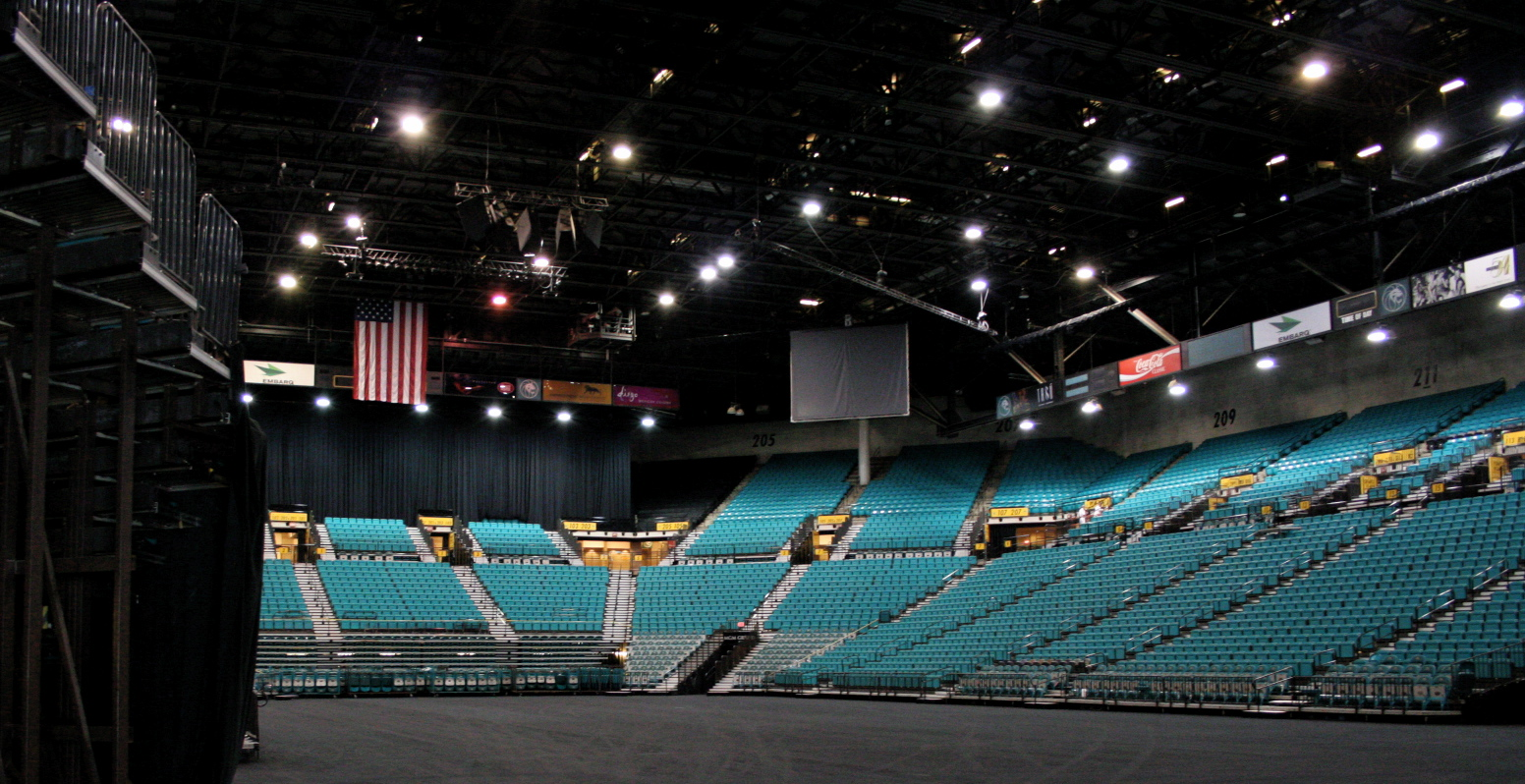
MGM Grand Garden Arena

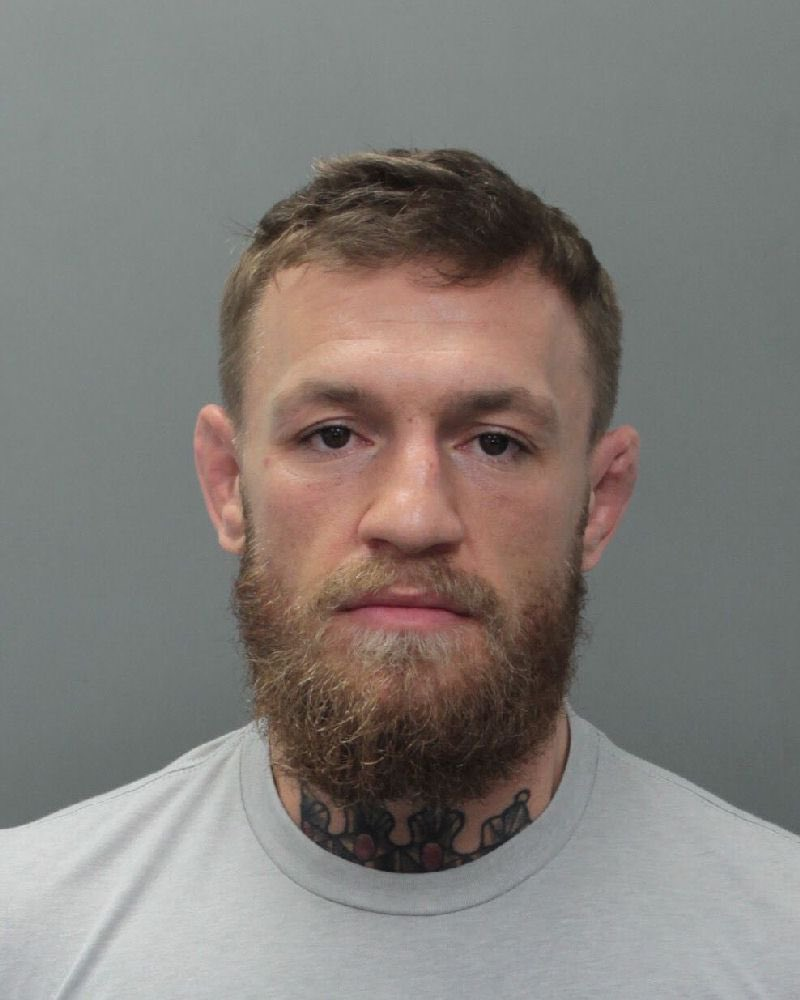
Фотографія МакГрегора в березні 2019 року

У UFC 194: Aldo vs. McGregor, яке пройде 12 грудня 2015 на спортивній арені MGM Grand в місті Лас-Вегас, штат Невада, США. Відбудеться головний бій вечора Жозе Альдо проти Конора Мак-Грегора. Спочатку бій повинен був пройти на UFC 189, однак у зв'язку з травмою ребра у Жозе Альдо, бій перенесли на невизначений термін. Замість нього Конор Мак-Грегор бився з Чедом Мендесом за титул тимчасового чемпіона і переміг його.
25 березня 2019 року спортсмен повідомив про рішення піти з MMA: Конор заявив, що приєднується до партнерів, які завершили кар'єру, та побажав колегам успіхів. На час повідомлення ірландець здобув титули чемпіона UFC в напівлегкій та легкій вазі, загалом одержав 21 перемогу та зазнав чотири поразки.

Повідомлення в Twitter:
|  | Hey guys quick announcement, I’ve decided to retire from the sport formally known as “Mixed Martial Art” today. I wish all my old colleagues well going forward in competition. I now join my former partners on this venture, already in retirement. Proper Pina Coladas on me fellas! |

### Повернення в UFC
У жовтні 2018 року, після поразки Нурмагомедову та дискваліфікації на пів року (UFC 229), Мак-Грегор заявив про завершення кар'єри. Проте в листопаді 2019 року стало відомо про запланований на січень 2020 року поєдинок.
18 січня 2020 року на турнірі UFC 246 у Лас-Вегасі Конор Мак-Грегор зустрівся в октагоні з американцем Дональдом Серроне (напівсередня вага). Ірландець активно розпочав бій, суперник не впорався із серією ударів, і на 40-й секунді першого раунду рефері завершив поєдинок.
Напередодні UFC 246 Мак-Грегор заявив, що йому також пропонували поєдинок із чинним чемпіоном UFC у легкій вазі Хабібом Нурмагомедовим (у квітні 2020 року). Проте UFC надала перевагу американцю Тоні Фергюсону.
Глава Абсолютного бійцівського чемпіонату (UFC) Дейна Вайт висловив переконання, що наступним суперником Конора Мак-Грегора повинен стати росіянин Хабіб Нурмагомедов. На пресконференції 19 січня Вайт назвав такий поєдинок «подією глобального масштабу» та порівняв протистояння бійців із відомим боксерським суперництвом Мухаммеда Алі і Джорджа Формана.
20 січня 2020 року менеджер Хорхе Масвідаля (США) Ібрагім Кава запропонував Мак-Грегору проведення бою за тимчасовий титул UFC в напівсередній вазі. На його думку, таку можливість відкриває травма нинішнього чемпіона Камару Усмана. Тренер Мак-Грегора Джон Кавана підтримав ідею бою в напівлегкій вазі, проте назвав бажаним для нього наступним суперником американця Джастіна Гетжі.

### Третя заява про завершення кар'єри в UFC
7 червня 2020 року Мак-Грегор утретє оголосив про завершення кар'єри в UFC (після подібних заяв 2016 та 2019 років).
До твіту «Я вирішив піти з боїв. Спасибі всім за дивовижні спогади!» Мак-Грегор прикріпив світлину зі своєю матір'ю Маргарет, що була зроблена після одного з чемпіонських поєдинків в Лас-Вегасі, та підписав: «Обери будинок своєї мрії, Меґс, я люблю тебе! Все, що ти хочеш, твоє».
Оригінал повідомлення у твіттері:
Hey guys I've decided to retire from fighting. Thank you all for the amazing memories! What a ride it's been! Here is a picture of myself and my mother in Las Vegas post one of my World title wins! Pick the home of your dreams Mags I love you! Whatever you desire it's yours.

### Виступи 2021 року
У січні та липні 2021 року Мак-Грегор провів два бої в UFC, поступившись американському спортсмену Дастіну Пуар'є технічними нокаутами. 11 липня поєдинок зупинений лікарем — Мак-Грегор отримав перелом ноги, від якого поновлювався станом на осінь 2023 року.

### Заяви про повернення у 2024 році
28 жовтня 2023 року Мак-Грегор заявив, що хоче повернутися в октагон у квітні 2024 року, після набуття «нормальної спортивної форми». 10 листопада   президент UFC  Дейна Вайт  сказав, що спортсмен може повернутися до боїв лише влітку 2024 року, після потрапляння до пулу допінг-тестування.

## Титули та досягнення

### Змішані єдиноборства
- Ultimate Fighting Championship
  - Чемпіон UFC у напівлегкій вазі (один раз, зараз)
  - Тимчасовий чемпіон UFC у напівлегкій вазі (один раз)
  - Володар премії «Найкращий нокаут вечора» (один раз)  проти Маркуса Брімейджа 
  - Володар премії «Виступ вечора» (п'ять разів)  проти Дієго Брандау, Дастіна Порье, Денніса Зіфера, Чеда Мендеса та Жозе Алдо
- Cage Warriors Fighting Championship
  - Чемпіон CWFC в напівлегкій вазі (один раз)
  - Чемпіон CWFC в легкій вазі (один раз)
- World MMA Awards
  - Найкращий міжнародний боєць року (2014)[40]
- Sherdog
  - Прорив року (2014)[41]
- MMA Insider
  - Новачок року в UFC (2013)[42]

## Статистика у змішаних єдиноборствах
| Професійна кар'єра бійця |            |           |
| Боїв 28                  | Перемог 22 | Поразок 6 |
| Нокаут                   | 19         | 2         |
| Здача                    | 1          | 4         |
| Рішення суддів           | 2          | 0         |

| Результат | Рекорд | Суперник           | Спосіб                                          | Турнір                                     | Дата              | Раунд | Час         | Місце                          | Примітки                                                                   |
| --------- | ------ | ------------------ | ----------------------------------------------- | ------------------------------------------ | ----------------- | ----- | ----------- | ------------------------------ | -------------------------------------------------------------------------- |
| Поразка   | 22-6   | Дастін Пуар'є      | Технічний нокаут (зупинка лікарем)              | UFC 264: Poirier vs McGregor 3             | 11 липня 2021     | 1     | 5:00        | T-Mobile Arena, Лас-Вегас, США |                                                                            |
| Поразка   | 22-5   | Дастін Пуар'є      | Технічний нокаут (удари)                        | UFC 257: Poirier vs McGregor 2             | 23 січня 2021     | 2     | 2:32        | Абу-Дабі, ОАЕ                  | Бій у легкій вазі.                                                         |
| Перемога  | 22-4   | Дональд Серроне    | Технічний нокаут (удари)                        | UFC 246: McGregor vs. Cowboy               | 18 січня 2020     | 1     | 0:40        | Лас-Вегас, Невада, США         | Бій у напівсередній вазі. Виступ вечора.                                   |
| Поразка   | 21-4   | Хабіб Нурмагомедов | Больовий прийом (залом шиї)                     | UFC 229: Khabib vs. McGregor               | 6 2018            | 4     | 3:03        | Лас-Вегас, Невада, США         | Бій за титул чемпіона UFC у легкій вазі.                                   |
| Перемога  | 21-3   | Едді Альварес      | Технічний нокаут (удари)                        | UFC 205: Alvarez vs. McGregor              | 12 листопада 2016 | 2     | 3:04        | Нью-Йорк, Нью-Йорк США         | Завоював титул чемпіона UFC у легкій вазі. Виступ вечора.                  |
| Перемога  | 20-3   | Нейт Діас          | Рішення більшості                               | UFC 202: Diaz vs. McGregor 2               | 20 серпня 2016    | 5     | 5:00        | Лас-Вегас, Невада, США         | Бій у напівсередній вазі. Найкращий бій вечора.                            |
| Поразка   | 19-3   | Нейт Діас          | Задушливий прийом (ззаду)                       | UFC 196: McGregor vs. Diaz                 | 5 березня 2016    | 2     | 4:12        | Лас-Вегас, Невада, США         | Дебют у напівсередній вазі. Найкращий бій вечора.                          |
| Перемога  | 19-2   | Жозе Альдо         | Нокаут (удар)                                   | UFC 194: Aldo vs. McGregor                 | 12 грудня 2015    | 1     | 0:13        | Лас-Вегас, Невада, США         | Об'єднав титул чемпіона UFC у напівлегкій вазі. Виступ вечора.             |
| Перемога  | 18-2   | Чед Мендес         | Технічний нокаут (удари)                        | UFC 189: Mendes vs. McGregor               | 11 липня 2015     | 2     | 4:57        | Лас-Вегас, Невада, США         | Завоював титул тимчасового чемпіона UFC у напівлегкій вазі. Виступ вечора. |
| Перемога  | 17-2   | Денніс Зіфер       | Технічний нокаут (удари)                        | UFC Fight Night: McGregor vs. Siver        | 18 січня 2015     | 2     | 1:54        | Бостон, Массачусетс, США       | Виступ вечора.                                                             |
| Перемога  | 16-2   | Дастін Пуар'є      | Нокаут (удар)                                   | UFC 178: Johnson vs. Cariaso               | 27 вересня 2014   | 1     | 1:46        | Лас-Вегас, Невада, США         | Виступ вечора.                                                             |
| Перемога  | 15-2   | Дієгу Брандан      | Технічний нокаут (удари)                        | UFC Fight Night: McGregor vs. Brandao      | 19 липня 2014     | 1     | 4:05        | Дублін, Ірландія               | Виступ вечора.                                                             |
| Перемога  | 14-2   | Макс Голловей      | Єдиноголосне рішення                            | UFC Fight Night: Shogun vs. Sonnen         | 17 серпня 2013    | 3     | 5:00        | Бостон, Массачусетс, США       |                                                                            |
| Перемога  | 13-2   | Маркус Брімейдж    | Технічний нокаут (удари)                        | UFC on Fuel TV: Mousasi vs. Latifi         | 6 квітня 2013     | 1     | 1:07        | Стокгольм, Швеція              | Кращий нокаут вечора.                                                      |
| Перемога  | 12-2   | Іван Бухінгер      | Нокаут (удар)                                   | CWFC 51                                    | 31 грудня 2012    | 1     | 3:40        | Дублін, Ірландія               | Завоював титул чемпіона CWFC у легкій вазі.                                |
| Перемога  | 11-2   | Дейв Хілл          | Задушливий прийом (ззаду)                       | CWFC 47                                    | 2 червня 2012     | 2     | 4:10        | Дублін, Ірландія               | Завоював титул чемпіона CWFC у напівлегкій вазі.                           |
| Перемога  | 10-2   | Стів О'Кіф         | Нокаут (удари ліктями)                          | CWFC 45                                    | 18 лютого 2012    | 1     | 1:33        | Кентиш-Таун, Англія            | Дебют у напівлегкій вазі.                                                  |
| Перемога  | 9-2    | Аарон Янсен        | Технічний нокаут (удари)                        | CWFC: Fight Night 2                        | 8 вересня 2011    | 1     | 3:29        | Амман, Йорданія                |                                                                            |
| Перемога  | 8-2    | Артур Совінський   | Технічний нокаут (удари)                        | Celtic Gladiator 2: Clash of the Giants    | 11 червня 2011    | 2     | 1:12        | Порт-Ліїше, Ірландія           |                                                                            |
| Перемога  | 7-2    | Патрік Доерті      | Нокаут (удар)                                   | Immortal Fighting Championship 4           | 16 квітня 2011    | 1     | 0:04        | Леттеркенні, Ірландія          |                                                                            |
| Перемога  | 6-2    | Майк Вуд           | Нокаут (удари)                                  | Cage Contender 8                           | 12 березня 2011   | 1     | 0:16        | Дублін, Ірландія               |                                                                            |
| Перемога  | 5-2    | Х'ю Бреді          | Технічний нокаут (удари)                        | Chaos FC 8                                 | 12 лютого 2011    | 1     | 2:31        | Деррі, Північна Ірландія       |                                                                            |
| Поразка   | 4-2    | Джозеф Даффі       | Задушливий прийом (трикутник руками)            | Cage Warriors 39: The Uprising             | 27 листопада 2010 | 1     | 0:38        | Корк, Ірландія                 |                                                                            |
| Перемога  | 4-1    |                    | Технічний нокаут (зупинка у вирішенні тренерів) | Chaos FC 7                                 | 9 жовтня 2010     | 1     | 4:22        | Деррі, Північна Ірландія       |                                                                            |
| Перемога  | 3-1    | Стівен Бейлі       | Технічний нокаут (удари)                        | K.O.: The Fight Before Christmas           | 12 грудня 2008    | 1     | 1:22        | Дублін, Ірландія               |                                                                            |
| Поразка   | 2-1    | Артемій Сітенков   | Больовий прийом (важіль коліна)                 | Cage of Truth 3                            | 28 червня 2008    | 1     | 1:09        | Дублін, Ірландія               |                                                                            |
| Перемога  | 2-0    | Мо Тейлор          | Технічний нокаут (удари)                        | Cage Rage Contenders — Ireland vs. Belgium | 3 травня 2008     | 1     | 1:06        | Дублін, Ірландія               |                                                                            |
| Перемога  | 1-0    | Гері Морріс        | Технічний нокаут (удари)                        | Cage of Truth 2                            | 8 березня 2008    | 2     | немає даних | Дублін, Ірландія               |                                                                            |

## Акторська кар'єра
Конор Мак-Грегор озвучив свого персонажа в комп'ютерних іграх EA Sports UFC 2 (2016 рік) та EA Sports UFC 3 (2018 рік), а також персонажа капітана Бредлі Філліона у грі Call of Duty: Infinite Warfare (2016 рік). ЯК актор він знявся в кількох епізодах документально-ігрових телесеріалів 2018 року: «UFC Embedded: Vlog Series», «UFC Bad Blood» та «UFC 25 Years in Short». Також Конор Мак-Грегор знявся у фільмі «Road House» («Придорожній клуб») (2024 рік), де зіграв роль негативного персонажа.